# Alexandre Demaille
Alexandre Demaille, né le 22 avril 1993 à Draguignan, est un handballeur professionnel français,.
Il mesure 1,96 m et pèse 95 kg. Il joue au poste de gardien de but pour le club du Saint-Raphaël Var Handball depuis 2024.

## Biographie
Originaire de Draguignan, Alexandre Demaille intègre le centre de formation de Saint-Raphaël Var Handball à 14 ans en même temps que le Pôle Espoirs Côte d’Azur. Appelé à plusieurs reprises avec les sélections nationales jeunes, il remporte notamment une médaille de bronze au Championnat du monde junior en 2013.
Au terme de son contrat de stagiaire, il passe professionnel au sein du club provençal en 2014,, le club lui propose de s’aguerrir en rejoignant un club de D1 tout en lui confirmant son engagement à partir de juillet 2017.
Après deux saisons à Dunkerque, il retrouve en effet Saint-Raphaël en 2017,. Il rejoint ensuite l'USAM Nîmes Gard en 2022.